# إليزه هوستون
إليزه هوستون (بالبرتغالية: Elsie Houston) هي مغنية ومغنية أوبرا برازيلية، ولدت في 22 أبريل 1902 في ريو دي جانيرو في البرازيل، وتوفيت في 20 فبراير 1943 في نيويورك في الولايات المتحدة.